# Parivara
Parivāra (en pāli  "accesorio") es el tercer y último libro del Vinaya Pitaka. Este texto incluye un resumen y diversos análisis de las reglas establecidas en los dos primeros libros del Vinaya Pitaka, el Suttavibhanga y el Khandhaka, principalmente con fines pedagógicos. Dado que contiene una extensa lista de maestros en Ceilán, así como académicos y fundamentalistas Theravada, se reconoce que su forma actual es de una fecha tardía. Algunos estudiosos sugieren que podría haberse compuesto incluso después del Cuarto Concilio en Ceilán (siglo I a. C.), fecha en la que se estima que el Canon Pali fue escrito a partir de la tradición oral.
Traducción: El libro de la disciplina, tr IB Horner, volumen VI, 1966, Pali Text Society, Oxford.
El libro contiene 19 capítulos:
1. Catecismos sobre el código monástico del Patimokkha de los monjes.
2. Similar sobre el código de las monjas.
3. Resumen en verso de los orígenes; una acción puede originarse en el cuerpo y/o en la palabra, en cada uno de los tres casos con o sin intención, sumando un total de seis orígenes; este capítulo repasa todas las reglas del Patimokkha para monjes y monjas, indicando cuáles de estos seis son posibles.
4. En dos partes:
  1. Repeticiones sobre tipos de disputas involucrados en las ofensas.
  2. Qué reglas para la resolución de disputas se deben aplicar a en los distintos casos.
5. Preguntas sobre el Khandhaka.
6. Listas ordenadas numéricamente (cf. Anguttara Nikaya).
7. En dos partes:
  1. La recitación del Patimokkha (Código monástico).
  2. Exposición del origen de cada regla del código monástico.
8. Colección de versos.
9. Sobre disputas.
10. Colección adicional de versos (principalmente sobre la reprobación).
11. Sobre la reprobación.
12. Menor colección sobre disputas.
13. Mayor colección sobre disputas.
14. Kathina: el proceso de confección de túnicas.
15. Upali le hace preguntas al Buda, cuyas respuestas son listas de cinco.
16. Otro capítulo sobre los orígenes.
17. Segunda (sic) colección de versos.
18. "Versos que hacen sudar": una colección de acertijos (respuestas no proporcionadas aquí); tal vez pensadas como preguntas de examen.
19. En cinco partes:
  1. Actos formales de la sangha.
  2. Razones para las reglas.
  3. Establecimiento de las reglas.
  4. Lo que fue establecido.
  5. Nueve clasificaciones.